# Wilma Vernocchi
Wilma Vernocchi (Forlì, 18 aprile 1942) è un soprano italiano.
Diretta da maestri come Claudio Abbado, Maurizio Arena, Oliviero De Fabbrittiis, Gianandrea Gavazzeni, Francesco Molinari Pradelli, Giuseppe Patanè, Nino Sonzogno, Antonio Votto, ha collaborato con registi come Wallman, Giorgio Strehler, Mauro Bolognini, Roberto De Simone, Pier Francesco Maestrini, Giancarlo Sbragia, Roberto Villar. Nell'attività teatrale è stata affiancata da artisti come Bergonzi, Bumbry, Corelli, Caballé, Cossotto, Cappuccilli, Domingo, Di Stefano, Bruscantini, Labò, Panerai.

## Biografia

### Carriera di cantante
Incoraggiata dal soprano Lina Pagliughi, iniziò gli studi musicali al conservatorio "Gioacchino Rossini" di Pesaro per poi proseguire nel 1962 al conservatorio "Giovanni Battista Martini" di Bologna.
Nel 1966 entrò nel Centro Perfezionamento Artisti Lirici del Teatro alla Scala di Milano per approfondire il repertorio operistico. Tra il 1964 e il 1970, contemporaneamente agli studi, partecipò a numerosi concorsi nazionali ed internazionali e nel 1963 vinse la borsa di studio al 22º concorso nazionale di canto lirico a Trieste, borsa di studio che riottenne l'anno successivo al Teatro Piccinni di Bari. Nello stesso anno vinse la 27ª edizione del concorso per giovani cantanti lirici AsLiCo, che le permise di debuttare al Teatro Nuovo di Milano nell'opera II matrimonio segreto di Cimarosa (Carolina). Il giornalista e critico musicale Eugenio Gara si espresse al riguardo definendola un "soprano lirico vivo e vibrante" e affermando che "La giovane Wilma per il teatro c'è nata sul serio, e se ne riparlerà" .
Dopo aver vinto il concorso alla Piccola Scala "Gaetano Donizetti", e il concorso internazionale Beniamino Gigli al teatro Rossi di Macerata, il 12 dicembre del 1966 debuttò nel ruolo di Giannetta ne L'elisir d'amore, al Teatro alla Scala di Milano con il tenore Carlo Bergonzi. Nel 1967 debuttò come Michaela al Teatro Morlacchi di Perugia venendo riconosciuta per  "una fresca giovinezza che si riflette nel cangiante colore del suon, nell'intatto e angelico timbro e nella spericolata padronanza delle note più ardite alla tessitura lirica" . Lo stesso anno vinse il 4º concorso internazionale di canto di Lonigo e il 3º concorso internazionale di Sofia, che le permise di debuttare come Mimi ne La bohème di Giacomo Puccini. Nel 1969 cantò nella Passione secondo Matteo di J.S.Bach, con la direzione di Claudio Abbado, presso la Sala Verdi di Milano.
Nel 1970 avvenne la svolta della sua carriera: si iscrisse al 2º Concorso internazionale Madama Butterfly di Tokyo, ambito dalle soprano da tutto il mondo. Fu la più giovane concorrente e vinse il primo premio assoluto per la migliore esecuzione ed interpretazione di Butterfly. Nel 1972 interpretò Adina nell'opera L'elisir d'amore, presso il Teatro alla Scala di Milano con Luciano Pavarotti mentre l'anno successivo fu Mimi nell'opera La bohème al Teatro Regio di Parma con i cantanti Josè Carreras e Katia Ricciarelli. Successivamente incise per la RAI un concerto sinfonico, sotto la direzione di Giulio Bertola; il concerto venne registrato presso il conservatorio Giuseppe Verdi di Milano, con opere quali il Magnificat di Francesco Cavalli e il Trionfo di Afrodite di Carl Orff.
Iniziò, da questo momento, a cantare in importanti teatri italiani e stranieri, come il Maggio Musicale Fiorentino, l'Arena di Verona, il Teatro Comunale di Bologna, Teatri Emiliani ATER, il San Carlo di Napoli, l'Opéra di Parigi, l'Opera di Monaco, l'Opera di Zurigo e il Festival di Salisburgo, cimentandosi in un repertorio da Claudio Monteverdi all'Opera Buffa italiana, ai classici del melodramma ottocentesco. Interpretò opere di autori contemporanei come Bruno Maderna e Paul Hindemith e venne richiesta da Franco Mannino e Nino Rota per eseguire le loro opere teatrali. 

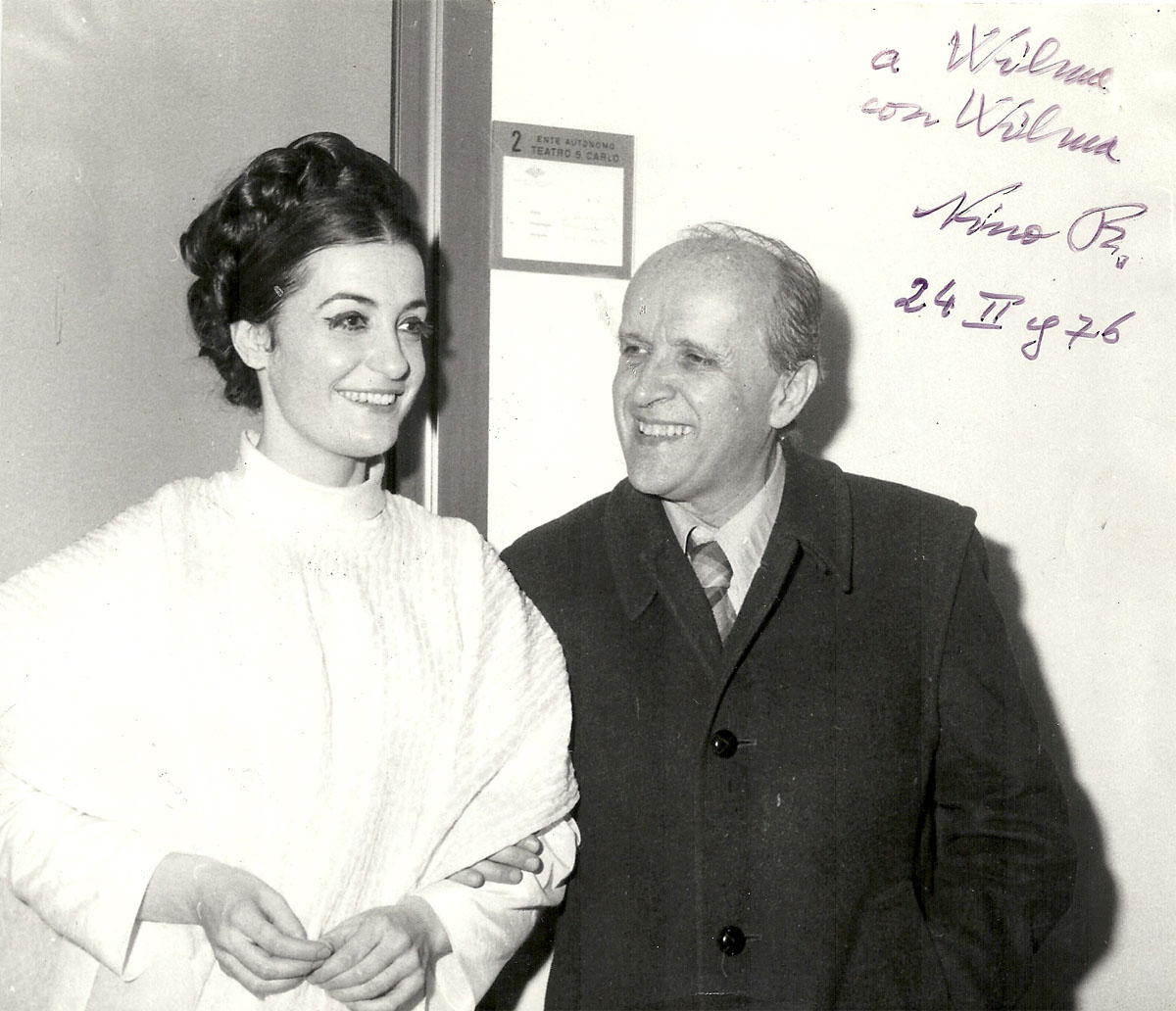
Wilma Vernocchi insieme a Nino Rota

Nel 1972 fu protagonista, insieme ad Alberto Rinaldi, della prima assoluta di Vivi di Franco Mannino mentre nel 1973 eseguì la prima assoluta del Torquemada di Nino Rota al Teatro di San Carlo di Napoli; si esibì anche nella seconda versione con Maurizio Arena, Saturno Meletti, Antonio Boyer, Carlo Cava ed Agostino Ferrin (1976). Nino Rota rimase talmente soddisfatto delle prestazioni vocali e della passionalità artistica di Wilma Vernocchi che la richiese anche per la parte di Maria Rosaria nell'opera Napoli Milionaria del 1977, parte che però venne assegnata successivamente a Mariella Devia.
Nel 1973 Ha svolto una tournée in oriente con Maria Callas e Giuseppe di Stefano, la cui testimonianza fotografica è riportata sul libro Callas by Callas di Renzo Allegri, edito dalla Mondadori (1977).
Al nuovo Teatro "Cultural Center di Manila" nelle Filippine è stata la prima artista italiana ad esibirsi in recital e rappresentazioni operistiche, ed è stata allestita espressamente per lei una nuova produzione dell'opera Madama Butterfly (dal 1973 al 1984).
Dal 1989 al 1996 ha fatto parte del Consiglio d'amministrazione del Museo alla Scala di Milano.
Ha svolto attività concertistiche nelle sedi Radio BRT Belga, NHK Giapponese e RAI TV Italiana e ha ideato e condotto le trasmissioni televisive "Lirica in salotto" (Globo TV 1980) e la serie "Lirica oggi" trasmessa dalla Radio Italiana (1990) e successivamente ripresa su Teleromagna nel 2016.

### Carriera d'insegnante
A partire dagli anni 1990 si dedica all'insegnamento del canto tenendo seminari sulla tecnica e sull'interpretazione dell'opera lirica italiana in Cina presso l'Opera di Pechino, l'Accademia musicale di Shangai (1992), la seconda università cinese di Chandong-wehai (2006); in Giappone presso l'Università delle Belle Arti di Nagoja (dal 1986 al 2008), al "Fuchu-no-mori Theatre" di Tokyo (1998) e al Teatro Hatagaia-Aspia di Tokyo (2003), all'Hong Kong Academy for Performing Arts (2003), Arkhangelsk (Russia) (2009). Ha fatto parte della delegazione italiana al Festival della gioventù di danza e di canto in Estonia (luglio 2010) con un "mastering vocals" all'EU House di Riga, all'Accademia "J. Sibelius" di Helsinki (ottobre 2010), all'Eesti Muusika-Ja Teatriakadeemia di Tallinn (ottobre 2010).
Per i programmi e progetti europei Erasmus, ha tenuto un corso "Italian Opera Master Class" presso l'Accademia Sibelius (anni accademici 2005 e 2009).
Per il Comune di Riccione ha organizzato e diretto le sette edizioni del seminario internazionale "Vacanze in lirica" (dal 1992 al 2000) che porta avanti tutt'oggi in varie località d'Italia.

### Situazione

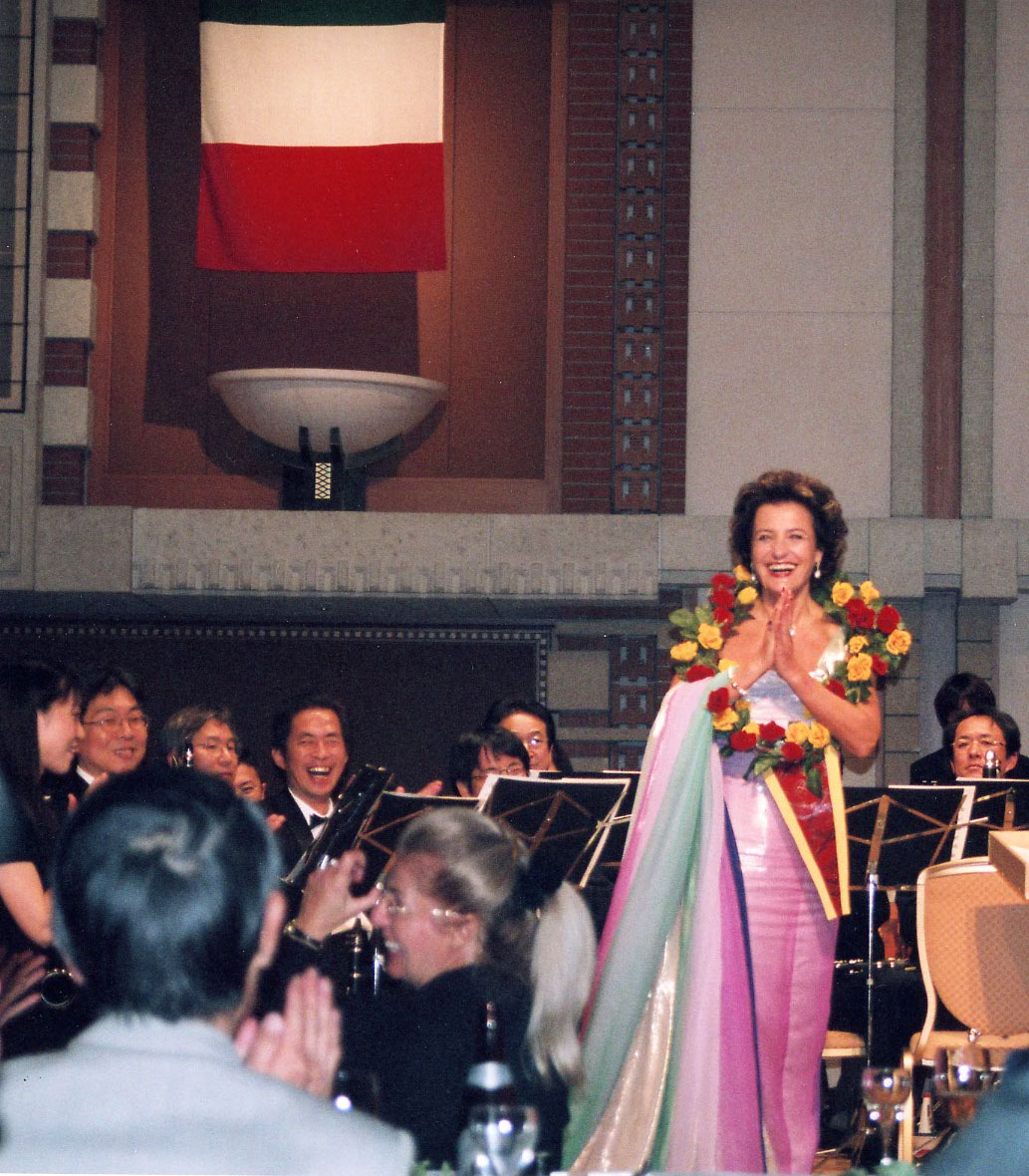
Wilma Vernocchi in concerto ad Osaka nel 2004

Wilma Vernocchi svolge oggi attività concertistica in Italia e all'estero (Tokyo, Osaka, Nagasaki) per: Fondazione Makizo Nakagawa (ottobre 2003), Academy for Performing Art di Hong Kong (ottobre 2003); Consolato Italiano in Osaka (ottobre 2004); Teatro Nazionale dell'Opera di Helsinki per l'Associazione Internazionale "B. Gigli" (febbraio 2005), Filarmonica di Arkhangelsk e Nowodwinsk (Russia, gennaio 2009); Bologna festival San Giacomo Maggiore (maggio 2010) "Laus Marie" recital di Madrigali, mottetti e cantate Mariane.
Nel 2016 ha ricevuto all'Auditorium "Enrico Caruso" di Torre del Lago, dove cantò Madama Butterfly nel 1972 il prestigioso Premio Puccini ed è stata elogiata come una delle più raffinate e sensibili interpreti della lirica e riconosciuta come una delle più grandi interpreti del ruolo di Cio Cio San.
Dopo 29 anni di residenza milanese, è ritornata a Forlì, sua città natale, dove le è stata donata la medaglia d'oro della Dmenga a ca' nostra e le è stato conferito recentemente un premio medaglia d'oro e diploma di benemerenza "Al merito Fedeltà al lavoro" dalla Camera di Commercio di Forlì-Cesena (marzo 2001).

## Recensioni
"Protagonista era l'avvenente soprano Wilma Vernocchi; bella voce che corre, pronta alle inflessioni tenere come al calore appassionato. La Vernocchi scenicamente di Vivì ha fatto un personaggio attraente".
"La migliore dei cantanti è stata Wilma Vernocchi. Snella, graziosa, fragile eppure sicura, la sua Mimì affascinava con un racconto della cucitrice di Murger, raramente viene reso così poetico. Il pubblico, molto giustamente, l'ha scelta con la sua approvazione".
"In Madama Butterfly al Regio di Parma ha calamitato applausi ed interesse con richieste di "bis" legittimando, nella "Fossa dei leoni", il Primo Premio assegnatole ad Osaka dalla giuria internazionale della seconda competizione mondiale "Premio Tamaki Miura" nella primavera del 1970".

## Filmografia
Il Regio nel paese del melodramma, regia di Francesco Barilli (2015) - documentario